# Käringahejans naturreservat
Käringahejan är ett naturreservat i Ringamåla socken i Karlshamns kommun och Kyrkhults socken i Olofströms kommun i Blekinge.
Reservatet är skyddat sedan 1996 och omfattar 140 hektar. Det är beläget norr om Hemsjö och består av ett 4.5 km långt område längs Mörrumsån. Söderut längs ån sträcker sig Mörrumsåns dalgångs naturreservat.

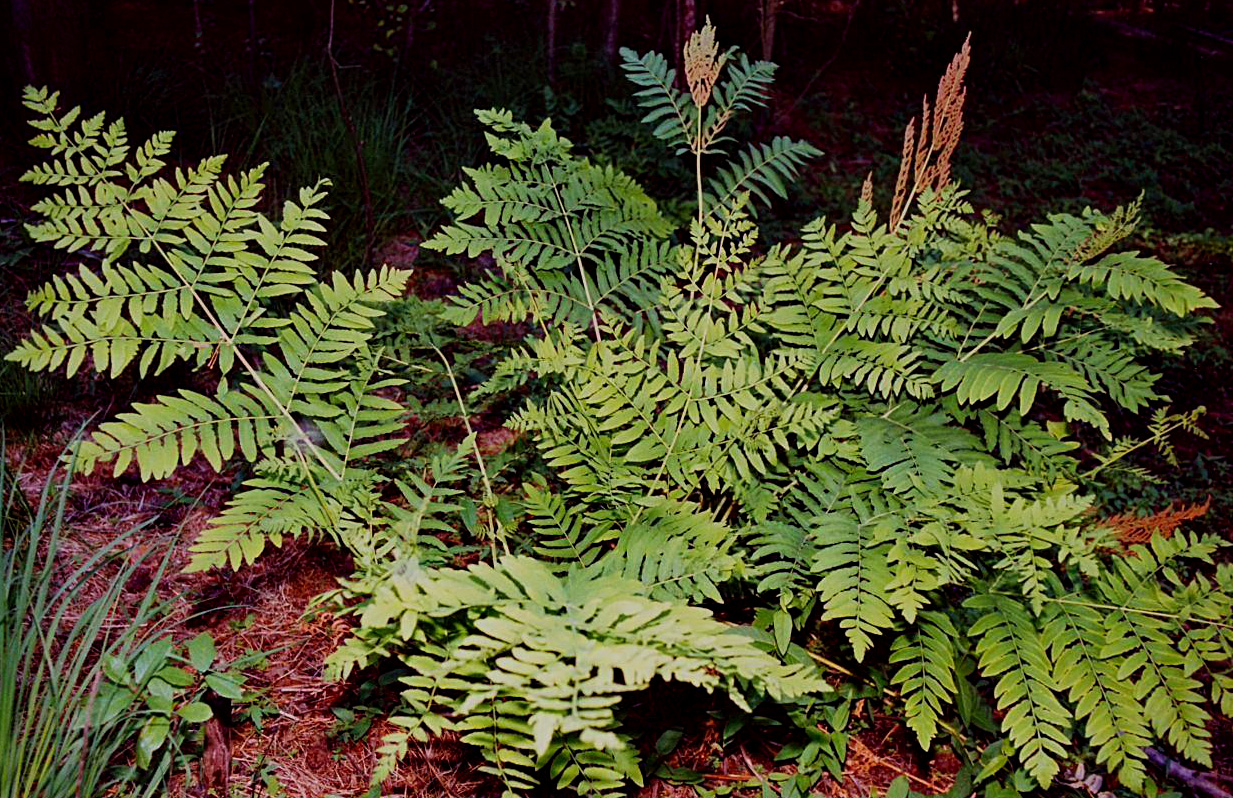
Safsa

På en del ställen störtar dalen brant ner i Mörrumsån som rinner genom en sprickdal. På långa sträcker rinner vattnet fram i forsar.  På åns östra sida är området mer flackt. Skogsområden av urskogskaraktär finns längs dalgången. Där växer tall, bok, och ek. På små öar i ån växer ek- och askdominerad skog som regelbundet översvämmas. Vegetationen i strandpartierna är frodig med riklig förekomst av bl.a. safsa.
Åsträckan bär tydliga spår av mänsklig verksamhet i form av stenmurar, odlingsrösen samt betes- och slåttermarker. Invid ån finns lämningar efter sågar, kvarnar och något enstaka fast fiske.
Åns laxfiske är internationellt känd. Drygt hälften av Sveriges arter av sötvattenfisk har påträffats och ån är en av de största
producenterna av vild lax till Östersjön.
I naturreservatet längs ån går flera vandringsleder. Den forna järnvägsbanken, som genomlöper hela reservatet, har byggts om till gång- och cykelväg.
Naturreservatet ingår i EU:s ekologiska nätverk, Natura 2000.